# Billancelles
Billancelles [bijɑ̃sɛl] est une commune française située dans le département d'Eure-et-Loir en région Centre-Val de Loire.

Les habitants de Billancelles sont les Billancellois et les Billancelloises

## Géographie

### Situation

Situation géographique
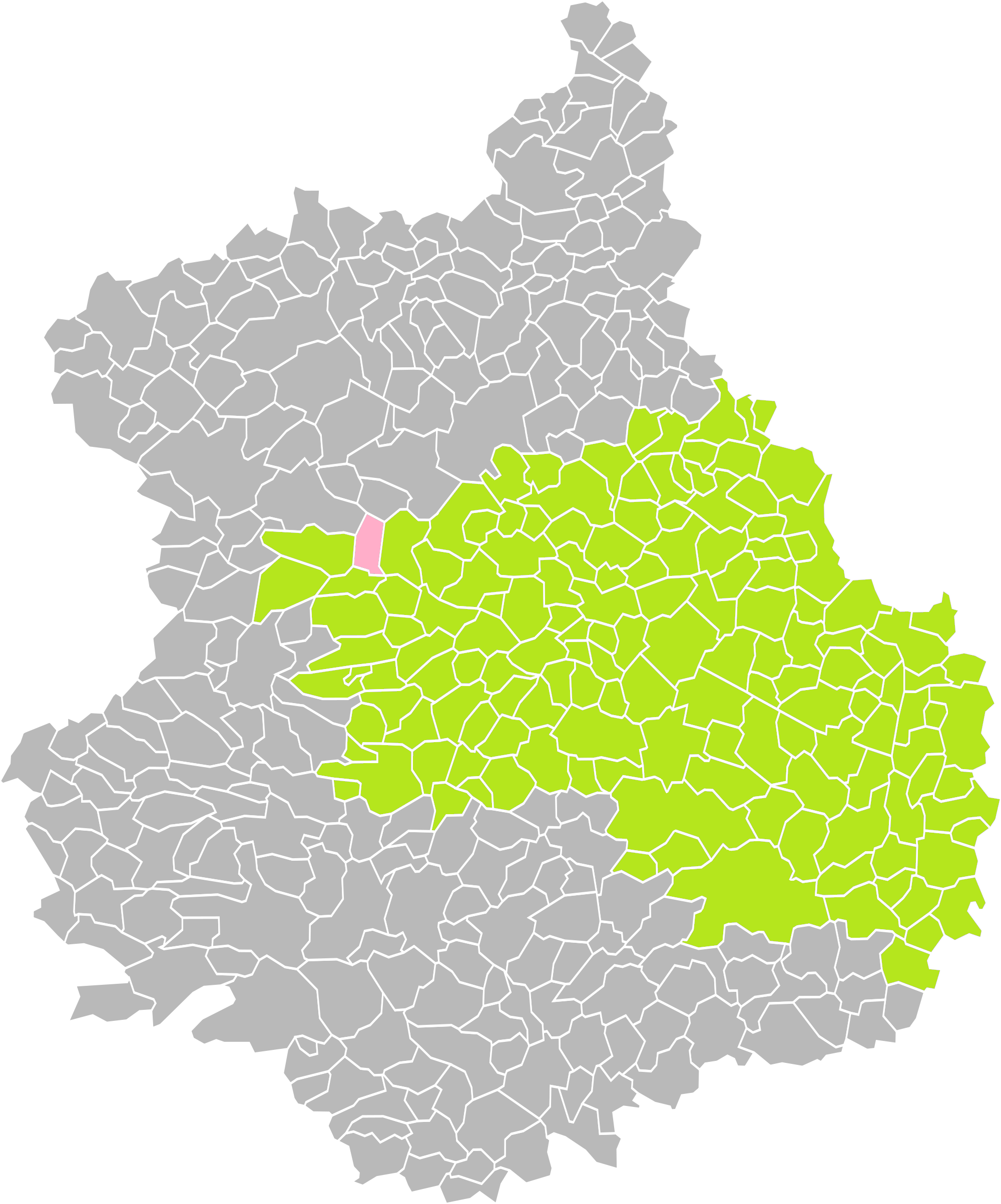
Billancelles dans son arrondissement.
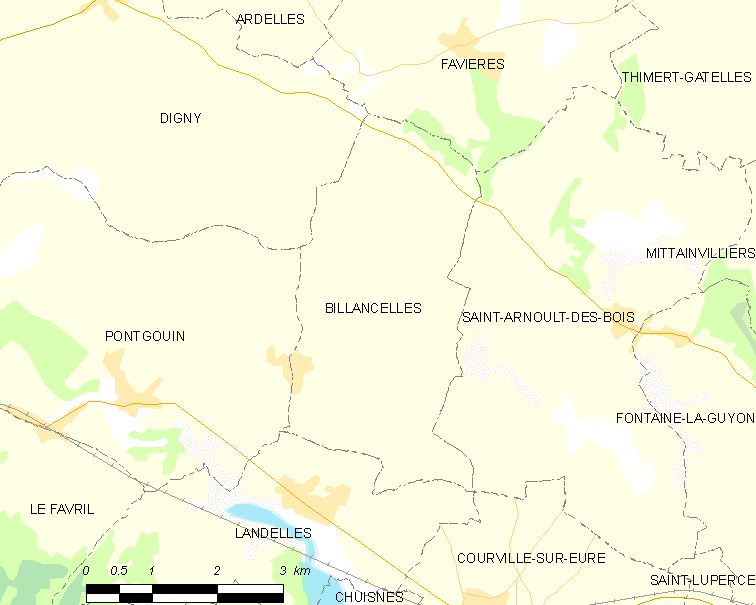
Carte de la commune de Billancelles.

### Communes limitrophes
| Digny     | Favières     |                        |
| Pontgouin | Billancelles | Saint-Arnoult-des-Bois |
|           | Landelles    | Courville-sur-Eure     |

### Climat
Pour des articles plus généraux, voir Climat du Centre-Val de Loire et Climat d'Eure-et-Loir.
En 2010, le climat de la commune est de type climat océanique dégradé des plaines du Centre et du Nord, selon une étude du CNRS s'appuyant sur une série de données couvrant la période 1971-2000. En 2020, Météo-France publie une typologie des climats de la France métropolitaine dans laquelle la commune est exposée à un climat océanique altéré et est dans la région climatique  Sud-ouest du bassin Parisien, caractérisée par une faible pluviométrie, notamment au printemps (120 à 150 mm) et un hiver froid (3,5 °C). 
Pour la période 1971-2000, la température annuelle moyenne est de 10,3 °C, avec une amplitude thermique annuelle de 15 °C. Le cumul annuel moyen de précipitations est de 675 mm, avec 11,3 jours de précipitations en janvier et 7,7 jours en juillet. Pour la période 1991-2020, la température moyenne annuelle observée sur la station météorologique de Météo-France la plus proche, « Thimert », sur la commune de Thimert-Gâtelles à 10 km à vol d'oiseau, est de 11,4 °C et le cumul annuel moyen de précipitations est de 634,8 mm,. Pour l'avenir, les paramètres climatiques de la commune estimés pour 2050 selon différents scénarios d'émission de gaz à effet de serre sont consultables sur un site dédié publié par Météo-France en novembre 2022.

## Urbanisme

### Typologie
Au 1er janvier 2024, Billancelles est catégorisée commune rurale à habitat très dispersé, selon la nouvelle grille communale de densité à 7 niveaux définie par l'Insee en 2022.
Elle est située hors unité urbaine. Par ailleurs la commune fait partie de l'aire d'attraction de Chartres, dont elle est une commune de la couronne,. Cette aire, qui regroupe 117 communes, est catégorisée dans les aires de 50 000 à moins de 200 000 habitants,.

### Occupation des sols
L'occupation des sols de la commune, telle qu'elle ressort de la base de données européenne d’occupation biophysique des sols Corine Land Cover (CLC), est marquée par l'importance des territoires agricoles (96,6 % en 2018), une proportion identique à celle de 1990 (96,6 %). La répartition détaillée en 2018 est la suivante : 
terres arables (96,6 %), forêts (2,5 %), zones urbanisées (0,9 %). L'évolution de l’occupation des sols de la commune et de ses infrastructures peut être observée sur les différentes représentations cartographiques du territoire : la carte de Cassini (XVIIIe siècle), la carte d'état-major (1820-1866) et les cartes ou photos aériennes de l'IGN pour la période actuelle (1950 à aujourd'hui).

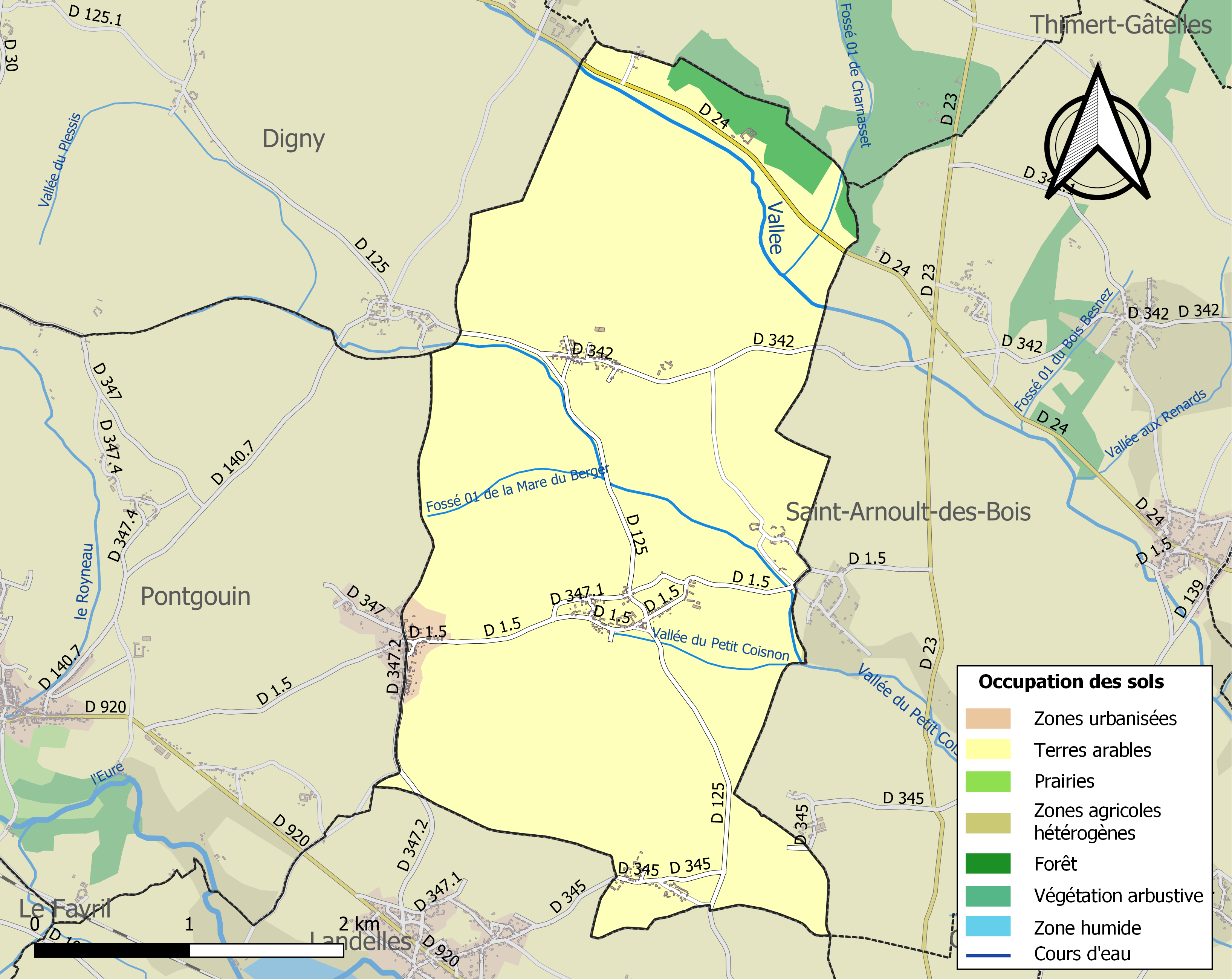
Carte des infrastructures et de l'occupation des sols de la commune en 2018 (CLC).

### Risques majeurs
Le territoire de la commune de Billancelles est vulnérable à différents aléas naturels : météorologiques (tempête, orage, neige, grand froid, canicule ou sécheresse), inondationset séisme (sismicité très faible). Il est également exposé à un risque technologique, le transport de matières dangereuses. Un site publié par le BRGM permet d'évaluer simplement et rapidement les risques d'un bien localisé soit par son adresse soit par le numéro de sa parcelle.

#### Risques naturels
Certaines parties du territoire communal sont susceptibles d’être affectées par le risque d’inondation par débordement de cours d'eau, notamment la Vallée. La commune a été reconnue en état de catastrophe naturelle au titre des dommages causés par les inondations et coulées de boue survenues en 1999,.

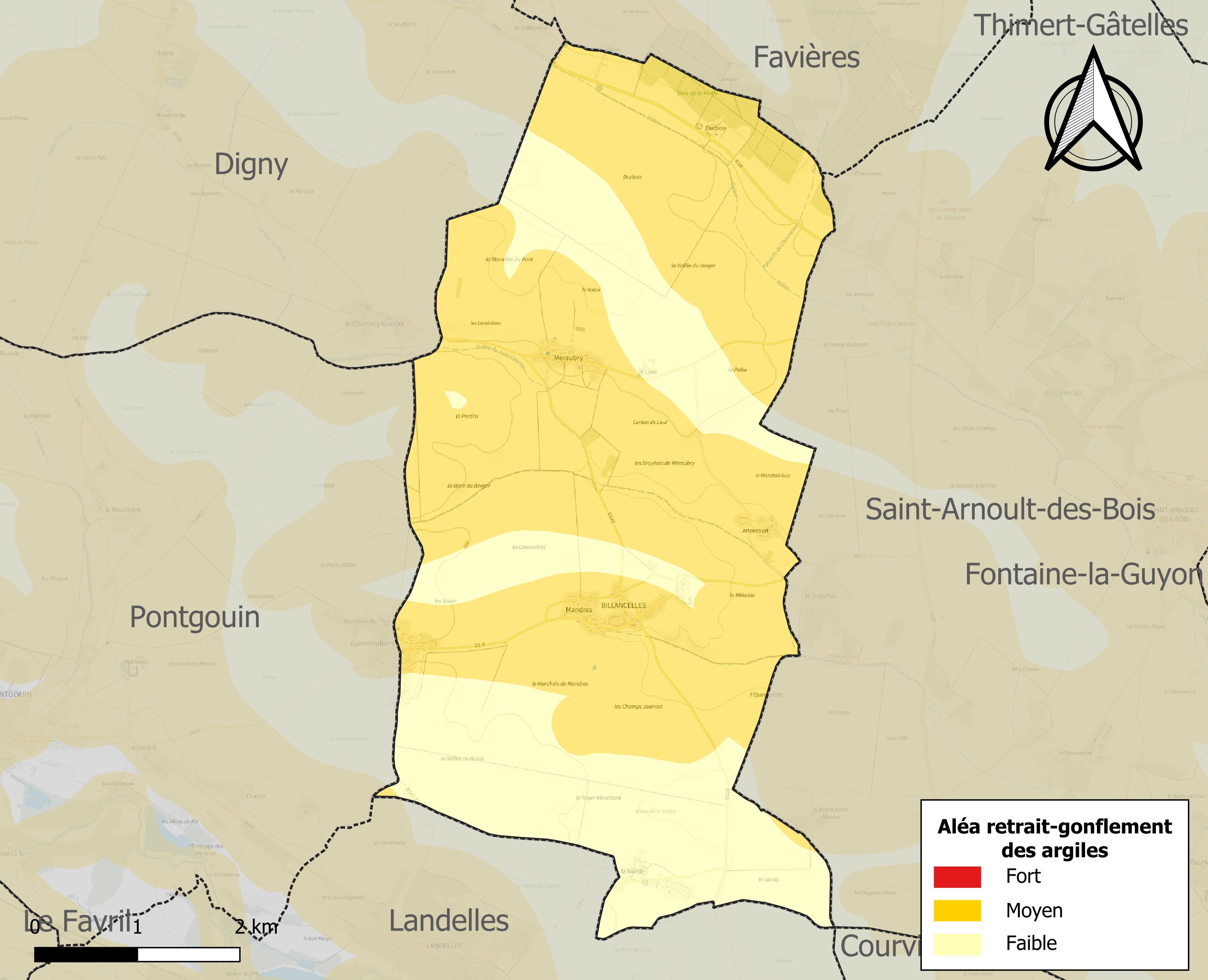
Carte des zones d'aléa retrait-gonflement des sols argileux de Billancelles.

Le retrait-gonflement des sols argileux est susceptible d'engendrer des dommages importants aux bâtiments en cas d’alternance de périodes de sécheresse et de pluie. 66,3 % de la superficie communale est en aléa moyen ou fort (52,8 % au niveau départemental et 48,5 % au niveau national). Sur les 139 bâtiments dénombrés sur la commune en 2019, 105 sont en aléa moyen ou fort, soit 76 %, à comparer aux 70 % au niveau départemental et 54 % au niveau national. Une cartographie de l'exposition du territoire national au retrait gonflement des sols argileux est disponible sur le site du BRGM,.
Concernant les mouvements de terrains, la commune a été reconnue en état de catastrophe naturelle au titre des dommages causés par des mouvements de terrain en 1999.

#### Risques technologiques
Le risque de transport de matières dangereuses sur la commune est lié à sa traversée par des infrastructures routières ou ferroviaires importantes ou la présence d'une canalisation de transport d'hydrocarbures. Un accident se produisant sur de telles infrastructures est en effet susceptible d’avoir des effets graves au bâti ou aux personnes jusqu’à 350 m, selon la nature du matériau transporté. Des dispositions d’urbanisme peuvent être préconisées en conséquence.

## Toponymie
Le nom de la localité est attesté sous la forme Billuncellae vers 1116.

## Histoire
En 2015 commence l'étude d'un remembrement de toutes les terres agricoles et voies de circulation des communes de Billancelles, Digny, Pontgouin, et Saint-Arnoult-des-Bois. Cet événement donne lieu à la suppression de plusieurs routes. La D347.2 reliant Le Charmoy Gonthier à Guimonvilliers ; la D347.1 liant Landelles et Billancelles ; la D347.3 reliant Guimonvilliers à la D920 (Pontgouin-Le Charmoy Gonthier) ; D345 liant La Noëlle au lieu-dit Le Breuil seront donc définitivement détruites. D'autres tronçons seront également supprimés lors de ce remembrement. Des chemins stables seront placés sur les tracés de ces routes mais redressés. La D125 (Billancelles - Courville-sur-Eure) sera élargie à 4m50. Les chemins communaux sont également modifiés et leur largeur atteindra 5m. Les limites des communes ainsi que la gestion de certaines portions de routes et chemins sont modifiées.

## Politique et administration

### Liste des maires
| Période                                  | Période      | Identité         | Étiquette | Qualité     |
| ---------------------------------------- | ------------ | ---------------- | --------- | ----------- |
| Les données manquantes sont à compléter. |              |                  |           |             |
|                                          |              | Pierre Auger     |           |             |
|                                          | 2001         | André Buisson    |           |             |
| Mars 2001                                | Mars 2008    | Robert Coolen    |           |             |
| Mars 2008                                | Juillet 2020 | Jean-Marc Bonnet | SE        | Agriculteur |
| Juillet 2020                             | En cours     | Josette Mouton   |           |             |

### Politique environnementale
Une société de chasse gère le comptage et l'abattage de gibier sur la commune.
Billancelles est engagée dans une démarche de réduction des pesticides et autres produits nocifs pour l'environnement.
La commune refuse toute implantation d'éolienne sur son territoire mais se voit contraint d'avoir en champ de vision vers la Cathédrale de Chartres six éoliennes implantées en 2019.

## Population et société

### Démographie
L'évolution du nombre d'habitants est connue à travers les recensements de la population effectués dans la commune depuis 1793. Pour les communes de moins de 10 000 habitants, une enquête de recensement portant sur toute la population est réalisée tous les cinq ans, les populations de référence des années intermédiaires étant quant à elles estimées par interpolation ou extrapolation. Pour la commune, le premier recensement exhaustif entrant dans le cadre du nouveau dispositif a été réalisé en 2004.

En 2022, la commune comptait 314 habitants, en évolution de −3,38 % par rapport à 2016 (Eure-et-Loir : −0,23 %, France hors Mayotte : +2,11 %).
| 1793 | 1800 | 1806 | 1821 | 1831 | 1836 | 1841 | 1846 | 1851 |
| ---- | ---- | ---- | ---- | ---- | ---- | ---- | ---- | ---- |
| 290  | 319  | 370  | 334  | 364  | 354  | 339  | 319  | 341  |

| 1856 | 1861 | 1866 | 1872 | 1876 | 1881 | 1886 | 1891 | 1896 |
| ---- | ---- | ---- | ---- | ---- | ---- | ---- | ---- | ---- |
| 337  | 331  | 345  | 334  | 341  | 320  | 307  | 324  | 307  |

| 1901 | 1906 | 1911 | 1921 | 1926 | 1931 | 1936 | 1946 | 1954 |
| ---- | ---- | ---- | ---- | ---- | ---- | ---- | ---- | ---- |
| 306  | 320  | 301  | 258  | 272  | 278  | 254  | 260  | 239  |

| 1962 | 1968 | 1975 | 1982 | 1990 | 1999 | 2004 | 2006 | 2009 |
| ---- | ---- | ---- | ---- | ---- | ---- | ---- | ---- | ---- |
| 242  | 217  | 191  | 192  | 216  | 213  | 239  | 245  | 293  |

| 2014 | 2019 | 2022 | - | - | - | - | - | - |
| ---- | ---- | ---- | - | - | - | - | - | - |
| 321  | 324  | 314  | - | - | - | - | - | - |

### Enseignement
Les communes de Billancelles et Landelles sont en groupement scolaire et se partagent les classes (de la petite section au CM2), le ramassage scolaire, et la cantine. Le siège du SIRP Landelles-Billancelles se trouve depuis 2017 au 2,rue de la mairie à Billancelles.
La fibre optique est disponible à la connexion sur la commune. Elle part de Guimonvilliers pour arriver dans les différents hameaux, à l'exception de La Noëlle qui la reçoit de Courville-sur-Eure.

### Manifestations culturelles et festivités
Un vide-grenier est organisé, chaque année, début juin. Une exposition de véhicules anciens, présentés par des volontaires, y est toujours adjointe.
Un repas annuel ''des anciens'' est organisé, le 11 Novembre, afin de célébrer le souvenir de l'armistice de 1918. Un panier est disponible pour les personnes ne pouvant pas se déplacer.
Un repas ''du 14 juillet'' est présenté, suivant le taux de réponse positives, le 13 juillet au soir.
Un arbre de Noël des enfants est offert par la commue, chaque année, début décembre.

## Économie

### Distributeur à œufs
La commune ne dispose d'aucun commerce. Un agriculteur du bourg produit des œufs, des pommes de terre, ainsi que des dérivés de ces produits.
En 2018, cet agriculteur installe un distributeur à casiers où l'on paye par carte bancaire, 24h/24, 7j/7. On y trouve ses produits, ainsi que des pâtés et autres produits locaux de saison.

## Culture locale et patrimoine

### Lieux et monuments
Le centre du village consiste en un triangle de bâtiments situé à la sortie du village en direction de Courville-sur-Eure. On trouve, de la partie la plus large à la pointe : l'école et sa cour, la mairie, la salle des fêtes, l'aire de jeux pour enfants et l'ancien arsenal.

#### Église Saint-Martin
La construction s'étend du XVIe au XXe siècle, la nef étant la partie la plus ancienne. La charpente-voûte en coque de bateau retournée est datée de 1578.
L'intérieur de l'édifice est orné de boiseries, notamment d'un retable à colonnes et d'une chaire datant tous deux du XVIIe siècle. Les vitraux du chœur datant du XIXe siècle, de style figuratif, soulignent le retable. Ceux de la nef sont principalement composés de losanges, auxquels sont inclus des fragments de panneaux plus anciens.
Jusqu'au milieu du XXe siècle, l'église était entourée par le cimetière. Il fut déplacé quelques dizaines de mètres plus loin à l'ouest.
En 2002, de gros travaux de restauration sont entrepris. Ils concernent la couverture et le clocher. Les peintures de la porte principale ainsi que des murs intérieurs sont régulièrement reprises.
De 2017 à 2019, la commune requalifie les abords de l'église, avec comme maître d’œuvre le cabinet Gilson, architecte paysager. Le parvis, à l'ouest, est repris et un bâtiment adjacent (acquis par la mairie en 2014) est détruit afin de laisser place à un parking, côté nord. Les arbres existants sont remplacés par de nouveaux. On ajoute également un éclairage LED nocturne pour la façade ouest,.

L'église Saint-Martin en 2017
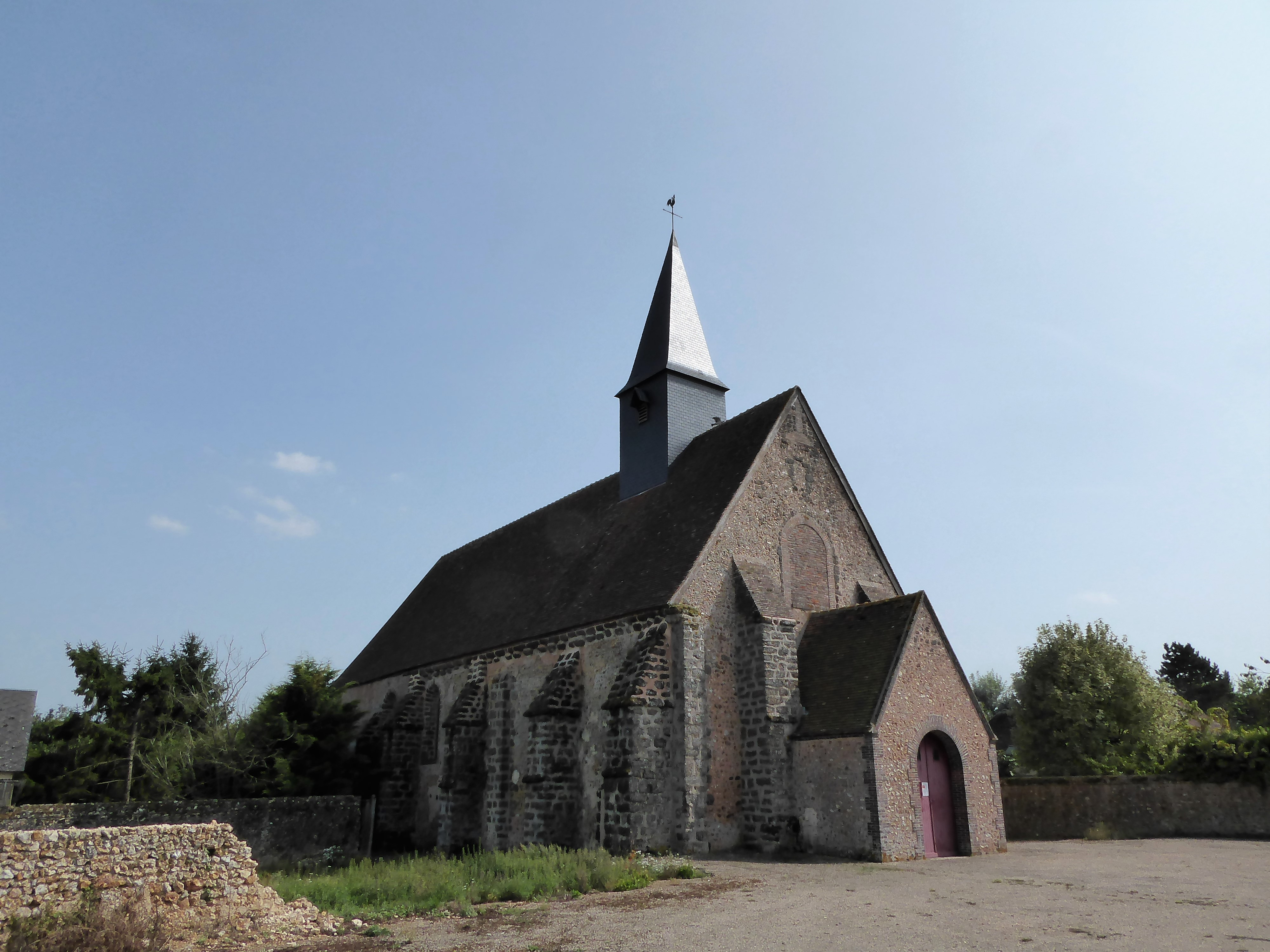
Abords de l'église Saint-Martin.
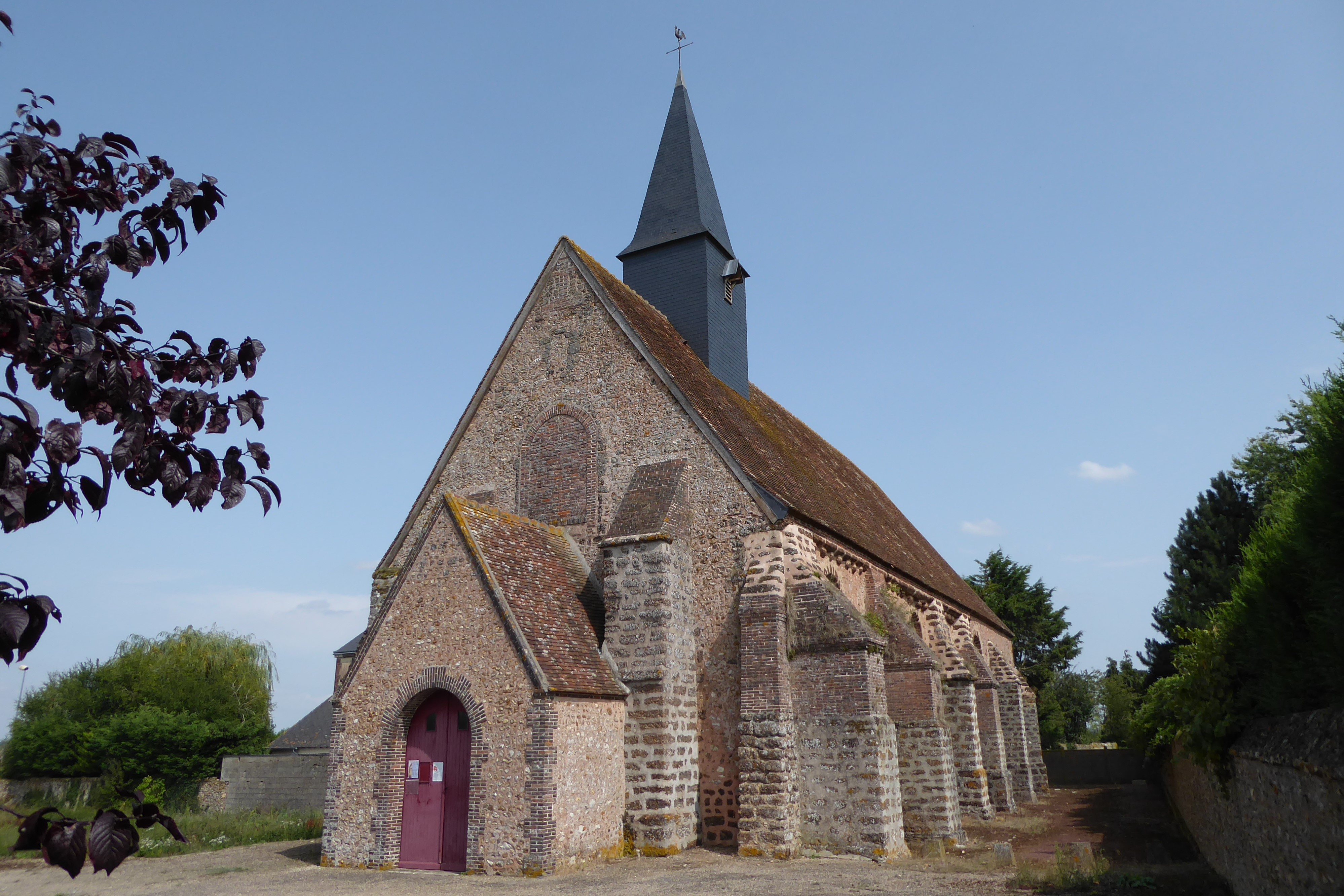
Façade ouest.
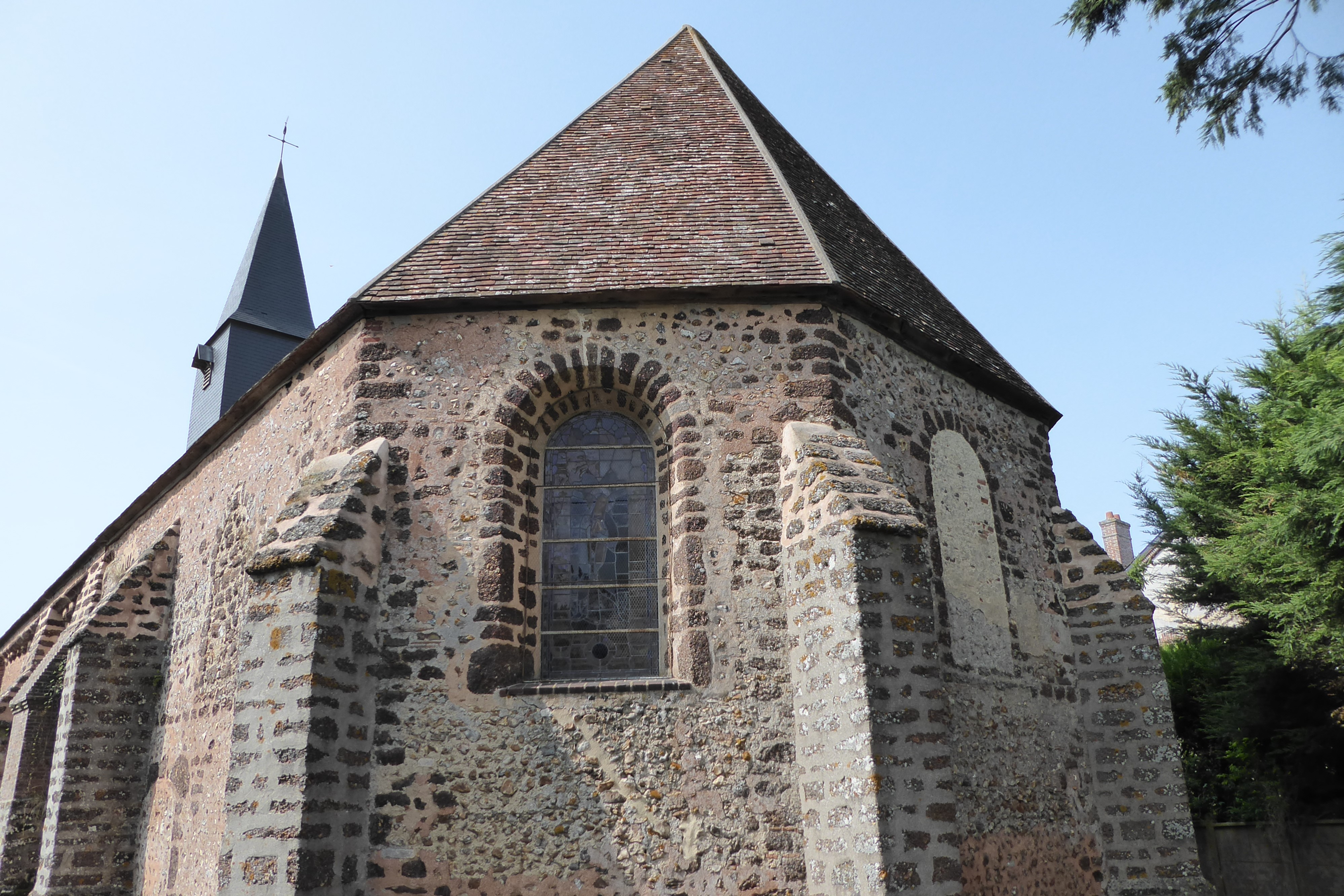
Abside de l'église.

#### La salle Roger-David
Elle est construite en 1985, à la suite du décès d'un habitant de la commune, vivant au lieu-dit limitrophe Le Charmoy Gonthier (commune de Digny). N'ayant pas d'héritier, cet homme décida de léguer tous ses biens à la commune de Billancelles.
Grâce à ce legs, la commune construit une salle des fêtes adjacente à la mairie, orientée plein sud vers la plaine, avec un grand parking rejoignant celui de l'école. La salle est dotée d'une cuisine avec un accès direct pour les traiteurs et d'une cour intérieure.
Une aire de jeu, située entre l'ancien arsenal et la salle, vient compléter ce lieu depuis 2019.

#### L'ancien arsenal
N'ayant pas de pompiers professionnels, l'arsenal ne se compose que d'une petite salle qui servait, jusqu'en 1997, à stocker le matériel anti-incendie assez rudimentaire de la commune (une pompe à bras, aucun véhicule d'intervention). La pompe à bras est donnée en 2017 au centre de pompiers de Courville-sur-Eure.

### Personnalités liées à la commune
- André Brulé (1922-2015), coureur cycliste professionnel[28].
- Roger David (?-1985), légataire de tous ses biens à la commune, ce qui permit de construire la salle des fêtes.